# كنيسة القديسين سيمون وهيلينا
كنيسة القديسين سيمون وهيلينا هي كنيسة رومانية كاثوليكية تقع في ميدان الاستقلال في مدينة مينسك، بيلاروس. تم افتتاح الكنيسة في 21 ديسمبر 1910.